# Ted Morgan
Edward Ted Morgan (5. april 1906 – 22. november 1952)
var en bokser fra New Zealand. Under Sommer-OL 1928 i Amsterdam Nederland vandt han en guldmedalje i vægtklassen weltervægt. Han er den eneste bokser fra New Zealand som har vundt en guldmealje under et OL.